# ゆっぴ〜
ゆっぴ〜は、京都府南丹市日吉町に所在している道の駅スプリングスひよしのマスコットキャラクター(イメージゆるキャラ)。

## 概要
2002年10月頃、当時のスプリングスひよしのマスコットキャラクターとして誕生。モチーフはひよこ。同施設内にあるひよし温泉のお湯が大好きで、ふやけて桶から体が抜けなくなった。誕生日は2002年10月20日。
現在は道の駅に指定された同施設の駅長、また同市の観光大使として活動している。

## 歴史
- 2002年10月頃、スプリングスひよし(現道の駅スプリングスひよし)のマスコットキャラクターとして誕生。
- 2011年8月頃、着ぐるみデビュー。[1]
- 2011年10月1日、同施設の道の駅登録に伴い、道の駅スプリングスひよしの駅長に就任。

## グッズ
道の駅スプリングスひよし内の特産品販売「里の市」にて、ストラップ、Ｔシャツ、ぬいぐるみ、ワッペンなどを販売している。

## 類似キャラクター
ゆるキャラグランプリ2012王者のバリィさんと容姿が酷似しており、その関係でそれぞれ地元のイベントで共演している。なお、バリィさんはゆっぴ～とは兄弟ではなく、「全くの別鳥」と答えている。